# ندای خوآرز: غرق در خون
ندای خوآرز: غرق در خون(به انگلیسی: Call of Juarez: Bound in Blood) یک بازی تیراندازی اول شخص و در سبک  وسترن است که داستان آن در بین سال‌های ۱۸۶۴–۱۸۶۶ اتفاق می‌افتد. این بازی توسط شرکت تکلند ساخته و توسط شرکت یوبی‌سافت در ۳۰ ژوئن ۲۰۰۹ برای پلی‌استیشن ۳، ایکس‌باکس ۳۶۰ و رایانه های شخصی منتشر شده‌است.

## داستان بازی
دو برادر، ری و توماس تفنگ هایشان را به هم نشانه رفته‌اند و ماریسا در نزدیکی توماس ایستاده‌است. ری: «من دوست داشتم و تو به من دروغ گفتی. هر جفتتون به هم خیانت کردین». در همان نزدیکی ولیام سر در گریبان گرفته و زیر لب زمزمه می‌کند که چطور عشق به یک زن و طلا، خانوادهٔ آن‌ها را نابود کرده‌است. صفحه تاریک می‌شود و تنها صدای گلوله و فریاد ماریسا شنیده می‌شود. به دو سال قبل یعنی ۱۸۶۴ برمی‌گردیم، ری و توماس از جبههٔ جنگ داخلی فرار می‌کند تا به کمک خانواده‌شان بروند. کلنل بارنزبی به دنبال آن‌ها است. هنگامی که ری و توماس به خانه می‌رسند، می‌بیند که مادرشان مرده‌است و برادر کوچک‌ترشان، ویلیام در کنار او نشسته‌است. آن‌ها قسم می‌خورند تا انتقام بگیرند و دوباره خانهٔ خود را بسازند.

## سبک بازی
بازی Call of Juarez: Bound in Blood در سال ۲۰۰۹ در سبک تیراندازی وسترن ساخته شد. بازی به نسخهٔ اریجینال خود یعنی Call of Juarez پایبند بوده و در همان سبک و سیاق است. بازی توسط Techland طراحی و شرکت Ubisoft آن را برای کنسول‌های مختلف و مایکروسافت ویندوز منتشر کرده‌است. فضای بازی اکثراً دو شهر لس‌آنجلس و مکزیک را نمایش می‌دهد. ری و توماس کاراکترهای اصلی بازی هستند که تفنگ‌های مختلفی دارند. آن‌ها باید از دشمنان خود فرار کنند یا با آن‌ها روبه‌رو شده و جان سالم به در ببرند. در همین حواشی آن‌ها با دختری به نام ماریسا آشنا می‌شوند که علاقه به او، باعث اختلاف دو برادر می‌شود. ری از اهالی مکزیک دربارهٔ طلاهای آزتک‌ها می‌شنود و به دنبال راهی است که بدون گیر افتادن، طلاها را به دست بیاورد. نظرات مثبتی دربارهٔ بازی وجود دارد به خصوص دربارهٔ داستان آن، مکانیسم تیراندازی، لهجهٔ وسترنی کاراکترها و وجود حالت چند نفری (مولتی پلیر) در بازی؛ درعین‌حال منتقدان گفته‌اند، طراحی هر مرحله تکراری است و حرکات دشمنان، مصنوعی به نظر می‌رسد. با این تفاسیر، بازی فروش خوبی در جهان داشته‌است.

### سیستم مورد نیاز(نسخه pc)
Processor: Intel Pentium 4 3.2GHz / AMD Athlon 64 3500
Graphics: AMD Radeon X1600 or NVIDIA GeForce 6800 XT
System Memory: 1 GB RAM
Storage: 4 GB Hard drive space
DirectX 9 Compatible Graphics Card

## بازتاب‌ها
ندای خوارز: غرق در خون، در تمامی پلتفرم‌های عرضه شده توانست نمرات متوسطی را دریافت کند. وبگاه متاکریتیک امتیازهای ۷۸٪ برای نسخه‌های پلی استیشن ۳ و رایانه‌های شخصی و امتیاز ۷۷٪ برای نسخهٔ ایکس باکس ۳۶۰ را به این بازی داده‌است.